# Orehovica (Medija)
Orehovica je potok, ki izvira na južnih pobočjih pod naseljem Trojane in se pri Izlakah izliva v potok Medija, ki teče skozi Zagorje ob Savi in se kot levi pritok izliva v reko Savo. Orehovica ima dva večja pritoka, Jelenski graben in Lesji potok.